# Општина Минатитлан (Веракруз)
Минатитлан (шп. Minatitlán) општина је у Мексику у савезној држави Веракруз. Општина се налази на надморској висини од 10 м.

## Становништво
Према подацима из 2010. у општини је живело 157840 становника.

### Хронологија
| Година       | 2000                   | 2005                   | 2010                   |
| ------------ | ---------------------- | ---------------------- | ---------------------- |
| Становништво | 153001 (73758 / 79243) | 151983 (72848 / 79135) | 157840 (76222 / 81618) |

### Попис
| \| \| м \| \| \| ж \| \| 0—2 \| 3.898 \| \| \| 3.703 \| \| 3—5 \| 3.894 \| \| \| 3.798 \| \| 6—11 \| 8.581 \| \| \| 8.265 \| \| 12—14 \| 4.550 \| \| \| 4.354 \| \| 15—17 \| 4.885 \| \| \| 4.675 \| \| 18—24 \| 9.453 \| \| \| 9.850 \| \| 60+ \| 7.760 \| \| \| 9.087 \| \| Просек : \| 30,0 \| \| \| 31,4 \| |       |  |  |       |
| |       |  |  |       |
| | м     |  |  | ж     |
| 0—2 | 3.898 |  |  | 3.703 |
| 3—5 | 3.894 |  |  | 3.798 |
| 6—11 | 8.581 |  |  | 8.265 |
| 12—14 | 4.550 |  |  | 4.354 |
| 15—17 | 4.885 |  |  | 4.675 |
| 18—24 | 9.453 |  |  | 9.850 |
| 60+ | 7.760 |  |  | 9.087 |
| Просек : | 30,0  |  |  | 31,4  |

| #   | Индикатор                                                                                        | Вредност |
| --- | ------------------------------------------------------------------------------------------------ | -------- |
| 1   | Становништво од 0 до 2 године                                                                    | 7601     |
| 2   | Мушко становништво од 0 до 2 године                                                              | 3898     |
| 3   | Женско становништво од 0 до 2 године                                                             | 3703     |
| 4   | Становништво са 3 и више година                                                                  | 149231   |
| 5   | Мушко становништво са 3 и више година                                                            | 71823    |
| 6   | Женско становништво са 3 и више година                                                           | 77408    |
| 7   | Становништво са 5 и више година                                                                  | 144138   |
| 8   | Мушко становништво са 5 и више година                                                            | 69256    |
| 9   | Женско становништво са 5 и више година                                                           | 74882    |
| 10  | Становништво са 12 и више година                                                                 | 124693   |
| 11  | Мушко становништво са 12 и више година                                                           | 59348    |
| 12  | Женско становништво са 12 и више година                                                          | 65345    |
| 13  | Становништво са 15 и више година                                                                 | 115789   |
| 14  | Мушко становништво са 15 и више година                                                           | 54798    |
| 15  | Женско становништво са 15 и више година                                                          | 60991    |
| 16  | Становништво са 18 и више година                                                                 | 106229   |
| 17  | Мушко становништво са 18 и више година                                                           | 49913    |
| 18  | Женско становништво са 18 и више година                                                          | 56316    |
| 19  | Становништво од 3 до 5 година                                                                    | 7692     |
| 20  | Мушко становништво од 3 до 5 година                                                              | 3894     |
| 21  | Женско становништво од 3 до 5 година                                                             | 3798     |
| 22  | Становништво од 6 до 11 година                                                                   | 16846    |
| 23  | Мушко становништво од 6 до 11 година                                                             | 8581     |
| 24  | Женско становништво од 6 до 11 година                                                            | 8265     |
| 25  | Становништво од 8 до 14 година                                                                   | 20252    |
| 26  | Мушко становништво од 8 до 14 година                                                             | 10340    |
| 27  | Женско становништво од 8 до 14 година                                                            | 9912     |
| 28  | Становништво од 12 до 14 година                                                                  | 8904     |
| 29  | Мушко становништво од 12 до 14 година                                                            | 4550     |
| 30  | Женско становништво од 12 до 14 година                                                           | 4354     |
| 31  | Становништво од 15 до 17 година                                                                  | 9560     |
| 32  | Мушко становништво од 15 до 17 година                                                            | 4885     |
| 33  | Женско становништво од 15 до 17 година                                                           | 4675     |
| 34  | Становништво од 18 до 24 године                                                                  | 19303    |
| 35  | Мушко становништво од 18 до 24 године                                                            | 9453     |
| 36  | Женско становништво од 18 до 24 године                                                           | 9850     |
| 37  | Женско становништво од 15 до 49 година                                                           | 44177    |
| 38  | Становништво са 60 и више година                                                                 | 16847    |
| 39  | Мушко становништво са 60 и више година                                                           | 7760     |
| 40  | Женско становништво са 60 и више година                                                          | 9087     |
| 41  | Однос између мушкараца и жена                                                                    | 93.39    |
| 42  | Становништво од нуле до 14 година                                                                | 41043    |
| 43  | Становништво од 15 до 64 године                                                                  | 104132   |
| 44  | Становништво од 65 година и више                                                                 | 11657    |
| 45  | Просечан број деце                                                                               | 2.23     |
| 46  | Становништво рођено у ентитету                                                                   | 136573   |
| 47  | Мушко становништво рођено у ентитету                                                             | 66086    |
| 48  | Женско становништво рођено у ентитету                                                            | 70487    |
| 49  | Становништво рођено у другом ентитету                                                            | 19801    |
| 50  | Мушко становништво рођено у другом ентитету                                                      | 9413     |
| 51  | Женско становништво рођено у другом ентитету                                                     | 10388    |
| 52  | Становништво од 5 година и више резидентно у ентитету у јуну 2005. године                        | 137709   |
| 53  | Мушко становништво старосног доба од 5 година и више, резидентно у ентитету у јуну 2005. године  | 65655    |
| 54  | Женско становништво старосног доба од 5 и више година, резидентно у ентитету у јуну 2005. године | 72054    |
| 55  | Становништво од 5 година и више које је живело у другом ентитету у јуну 2005. године             | 5087     |
| 56  | Мушко становништво старије од 5 година које је живело у другом ентитету у јуну 2005. године      | 2696     |
| 57  | Женско становништво старије од 5 година које је живело у другом ентитету у јуну 2005. године     | 2391     |
| 58  | Становништво од 3 године и више које говори аутохтони језик                                      | 4621     |
| 59  | Мушко становништво старо 3 године и више које говори аутохтони језик                             | 2172     |
| 60  | Женско становништво старо 3 године и више које говори аутохтони језик                            | 2449     |
| 61  | Становништво од 3 године и више које говори аутохтони језик и не говори шпански језик            | 37       |
| 62  | Мушко становништво старо 3 године и више које говори аутохтони језик и не говори шпански         | 8        |
| 63  | Женско становништво старо 3 године и више које говори аутохтони језик и не говори шпански језик  | 29       |
| 64  | Становништво старо 3 године и више које говори аутохтони језик и шпански                         | 4100     |
| 65  | Мушко становништво старо 3 године и више које говори аутохтони језик и шпански                   | 1932     |
| 66  | Женско становништво старо 3 године и више које говори аутохтони језик и шпански                  | 2168     |
| 67  | Становништво од 5 година и више које говори аутохтони језик                                      | 4593     |
| 68  | Становништво од 5 година и више које говори аутохтони језик и не говори шпански језик            | 36       |
| 69  | Становништво од 5 година и више које говори аутохтони језик и говори шпански језик               | 4086     |
| 70  | Становништво у домородачким домаћинствима                                                        | 11667    |
| 71  | Становништво са ограничењима у активностима                                                      | 5287     |
| 72  | Становништво са ограниченим ходањем или кретањем, горе или доле                                  | 2599     |
| 73  | Становници са ограничењима вида, чак и уз кориштење сочива                                       | 1513     |
| 74  | Становништво са ограничењима говора, комуникације или конверзације                               | 444      |
| 75  | Становништво са ограниченим слухом                                                               | 565      |
| 76  | Становништво са ограничењима при одевању, купању или јелу                                        | 251      |
| 77  | Становништво са ограничењима у опажању или учењу једноставних ствари                             | 171      |
| 78  | Становништво са менталним ограничењима                                                           | 649      |
| 79  | Становништво без ограничења активности                                                           | 150896   |
| 80  | Становништво од 3 до 5 година које не похађа школу                                               | 3588     |
| 81  | Мушко становништво од 3 до 5 година које не похађа школу                                         | 1832     |
| 82  | Женско становништво од 3 до 5 година које не похађа школу                                        | 1756     |
| 83  | Становништво од 6 до 11 година које не похађа школу                                              | 566      |
| 84  | Мушко становништво од 6 до 11 година које не похађа школу                                        | 290      |
| 85  | Женско становништво од 6 до 11 година које не похађа школу                                       | 276      |
| 86  | Становништво од 12 до 14 година које не похађа школу                                             | 595      |
| 87  | Мушко становништво од 12 до 14 година које не похађа школу                                       | 300      |
| 88  | Женско становништво од 12 до 14 година које не похађа школу                                      | 295      |
| 89  | Становништво од 15 до 17 година похађа школу                                                     | 7124     |
| 90  | Мушко становништво од 15 до 17 година похађа школу                                               | 3634     |
| 91  | Женско становништво између 15 и 17 година живота у школи                                         | 3490     |
| 92  | Становништво од 18 до 24 године похађа школу                                                     | 6804     |
| 93  | Мушко становништво од 18 до 24 године похађа школу                                               | 3452     |
| 94  | Женско становништво од 18 до 24 године похађа школу                                              | 3352     |
| 95  | Становништво од 8 до 14 година које не може да чита и пише                                       | 858      |
| 96  | Мушко становништво старосног доба од 8 до 14 година које не може да чита и пише                  | 497      |
| 97  | Женско становништво старосног доби од 8 до 14 година које не може да чита и пише                 | 361      |
| 98  | Становништво од 15 година и више које је неписмено                                               | 8192     |
| 99  | Мушко становништво од 15 година и више које је неписмено                                         | 2737     |
| 100 | Женско становништво од 15 година и више које је неписмено                                        | 5455     |
| 101 | Становништво старо 15 и више година без школовања                                                | 8456     |
| 102 | Мушко становништво старо 15 и више година без школовања                                          | 2978     |
| 103 | Женско становништво старо 15 и више година без школовања                                         | 5478     |
| 104 | Становништво старосног доба 15 и више година са непотпуним основним образовањем                  | 16141    |
| 105 | Мушко становништво старосног доба од 15 година и више са непотпуном основним образовањем         | 7033     |
| 106 | Женско становништво старосног доба 15 и више година са непотпуном основним образовањем           | 9108     |
| 107 | Становништво старо 15 и више година са комплетним основним образовањем                           | 17846    |
| 108 | Мушко становништво старо 15 година и више са комплетним основним образовањем                     | 8056     |
| 109 | Женско становништво старо 15 и више година са комплетним основним образовањем                    | 9790     |
| 110 | Становништво старосног доба 15 и више година са непотпуним средњим образовањем                   | 5608     |
| 111 | Мушко становништво старосног доба од 15 година и више са непотпуним средњим образовањем          | 2988     |
| 112 | Женско становништво старосног доба од 15 година и више са непотпуним средњим образовањем         | 2620     |
| 113 | Становништво старо 15 и више година са пуним секундарном образовањем                             | 20537    |
| 114 | Мушко становништво старосног доба од 15 година и више са пуним секундарном образовањем           | 10490    |
| 115 | Женско становништво старосног доба од 15 година и више са пуним секундарном образовањем          | 10047    |
| 116 | Становништво старије од 18 година са постосновним образовањем                                    | 43087    |
| 117 | Мушко становништво старије од 18 година са постосновним образовањем                              | 21563    |
| 118 | Женско становништво старије од 18 година са постосновним образовањем                             | 21524    |
| 119 | Просечна оцена школовања                                                                         | 8.77     |
| 120 | Просечан ниво образовања мушке популације                                                        | 9.12     |
| 121 | Просечан ниво образовања женског становништва                                                    | 8.46     |
| 122 | Економски активно становништво                                                                   | 62202    |
| 123 | Економски активна мушка популација                                                               | 42335    |
| 124 | Економски активна женска популација                                                              | 19867    |
| 125 | Становништво које није економски активно                                                         | 61996    |
| 126 | Мушко становништво које није економски активно                                                   | 16743    |
| 127 | Женско становништво које није економски активно                                                  | 45253    |
| 128 | Запослено становништво                                                                           | 59867    |
| 129 | Запослено мушко становништво                                                                     | 40573    |
| 130 | Запослено женско становништво                                                                    | 19294    |
| 131 | Незапослена популација                                                                           | 2335     |
| 132 | Незапослена мушка популација                                                                     | 1762     |
| 133 | Незапослена женска популација                                                                    | 573      |
| 134 | Становништво без права на здравствене услуге                                                     | 51552    |
| 135 | Становништво које има право на здравствене услуге                                                | 105126   |
| 136 | Становништво које има право на ИМСС                                                              | 38744    |
| 137 | Становништво које има право на социјално осигурање                                               | 5214     |
| 138 | Становништво које има право на државно социјално осигурање                                       | 234      |
| 139 | Становништво које има право на опште осигурање или здравствено осигурање за нову генерацију      | 30336    |
| 140 | Становништво које је било једном или није било у браку током 12 година и више                    | 43192    |
| 141 | Венчано или уједињено становништво од 12 година и више                                           | 67197    |
| 142 | Становништво које је било у браку или уједињено 12 година и више                                 | 14175    |
| 143 | Становништво са католичком религијом                                                             | 103328   |
| 144 | Протестанти, еванђелисти и библијски следбеници различити од еванђелиста                         | 31446    |
| 145 | Становништво са другим религијама различитим од претходних                                       | 120      |
| 146 | Становништво без религије                                                                        | 20638    |
| 147 | Укупно пописаних домаћинства                                                                     | 43070    |
| 148 | Пописна домаћинства на челу са мушкарцима                                                        | 30739    |
| 149 | Пописна домаћинства на челу са женама                                                            | 12331    |
| 150 | Становништво у пописним домаћинствима                                                            | 156814   |
| 151 | Становништво у пописним домаћинствима на челу са мушкарцима                                      | 117654   |
| 152 | Становништво у пописним домаћинствима на челу са женама                                          | 39160    |
| 153 | Укупно домаћинстава                                                                              | 50825    |
| 154 | Укупно насељених домаћинстава                                                                    | 43395    |
| 155 | Укупно приватних кућа                                                                            | 50500    |
| 156 | Насељени приватни домови                                                                         | 43070    |
| 157 | Укупно насељених приватних кућа                                                                  | 43391    |
| 158 | Ненасељене приватне куће                                                                         | 5491     |
| 159 | Појединачна домаћинства за привремену употребу                                                   | 1939     |
| 160 | Становници у насељеним приватним кућама                                                          | 156814   |
| 161 | Насељеност станара у приватним становима                                                         | 3.64     |
| 162 | Просечно становника по соби у приватним насељеним домаћинствима                                  | 1.07     |
| 163 | Појединачна домаћинства са подовима од различитих материјала од земље                            | 39806    |
| 164 | Појединачна домаћинства у приземљу                                                               | 3133     |
| 165 | Појединачна домаћинства са једном спаваћом собом                                                 | 18920    |
| 166 | Појединачна домаћинства са две спаваће собе и више                                               | 24042    |
| 167 | Појединачна домаћинства са једним собом                                                          | 6296     |
| 168 | Појединачна домаћинства са две собе                                                              | 7705     |
| 169 | Појединачна домаћинства са 3 собе и више                                                         | 28931    |
| 170 | Појединачна домаћинства која имају електрично светло                                             | 41591    |
| 171 | Појединачна домаћинства која немају електрично светло                                            | 1375     |
| 172 | Појединачна домаћинства која имају водоводну воду у стамбеном простору                           | 28869    |
| 173 | Појединачна домаћинства која немају водоводну воду у стамбеном простору                          | 14030    |
| 174 | Појединачна домаћинства која имају тоалет                                                        | 41658    |
| 175 | Појединачна домаћинства која имају канализацију                                                  | 40555    |
| 176 | Појединачна домаћинства која немају канализацију                                                 | 2313     |
| 177 | Појединачна домаћинства која имају електрично светло, довод воде из јавне мреже и канализацију   | 28392    |
| 178 | Појединачна домаћинства без икаквих услова                                                       | 1588     |
| 179 | Појединачна домаћинства која имају радио                                                         | 32632    |
| 180 | Појединачна домаћинства која имају телевизор                                                     | 38938    |
| 181 | Појединачна домаћинства која имају фрижидер                                                      | 36027    |
| 182 | Појединачна домаћинства која имају машину за веш                                                 | 29608    |
| 183 | Појединачна домаћинства која имају аутомобил или комби                                           | 13962    |
| 184 | Појединачна домаћинства која имају рачунар                                                       | 12385    |
| 185 | Појединачна домаћинства која имају фиксну телефонску линију                                      | 17625    |
| 186 | Појединачна домаћинства која имају мобилни телефон                                               | 28038    |
| 187 | Појединачна домаћинства која имају приступ интернету                                             | 9925     |